# مناهضات أدرينالية

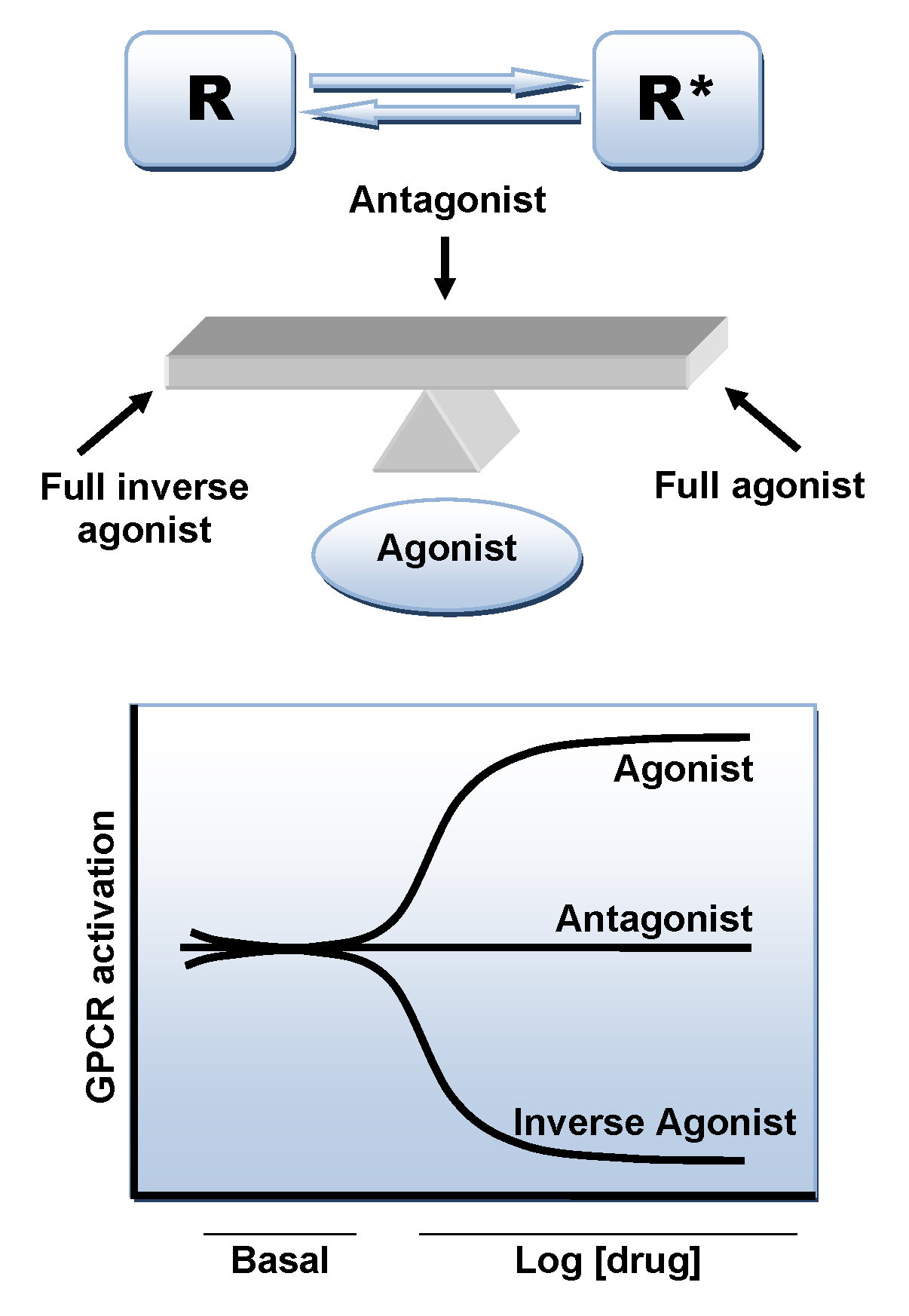

المناهضات الأدرينالية هي أدوية تثبط وظيفة المستقبلات الأدرينالية. هناك خمسة مستقبلات أدرينالية تنقسم إلى مجموعتين. المجموعة الأولى من المستقبلات هي مستقبلات بيتا (β) الأدرينالية. هناك مستقبلات بيتا1 وبيتا2 وبيتا3. تحتوي المجموعة الثانية على مستقبلات ألفا (α) الأدرينالية. لا يُوجد سوى مستقبلات ألفا1 وألفا2. تقع المستقبلات الأدرينالية بالقرب من القلب، والكليتين، والرئتين، والقناة الهضمية. هناك أيضًا مستقبلات ألفا-أدرينالية تتوضع على العضلات الملساء الوعائية.
تعمل المناهضات على تقليل إشارات الناهضات أو حجبها. قد تكون على هيئة أدوية تُدخل إلى الجسم لأسباب علاجية أو على هيئة ربيطات داخلية المنشأ. تملك مناهضات ألفا الأدرينالية تأثيرات مختلفة عن مناهضات بيتا الأدرينالية.

## علم الأدوية
الربيطات الأدرينالية هي بروتينات داخلية تعدل تأثيرات قلبية وعائية محددة وتستثيرها. تعمل المناهضات الأدرينالية على عكس التأثيرات الطبيعية للقلب والأوعية الدموية، وفقًا لنوع المستقبلات الأدرينالية المحجوبة. على سبيل المثال، إذا أدى التفعيل الطبيعي للمستقبلات الأدرينالية ألفا1 إلى تضيق الأوعية، فإن المناهضات الأدرينالية ألفا1 ستؤدي إلى توسع الأوعية.
تنتشر بعض المناهضات الأدرينالية، ومعظمها من مناهضات بيتا، بشكل سلبي من الجهاز الهضمي. ومن هناك، ترتبط بالألبيومين والأوروزوموكويد في بلازما الدم، ما يسمح لها بالانتشار بشكل واسع في الجسم. من هناك، تُستقلب المناهضات المحبة للدهون في الكبد وتُطرح مع البول، بينما تُطرح المحبة للماء منها دون تغيير.

## آليات العمل
هناك ثلاثة أنواع مختلفة من المناهضات.

### تنافسية
في حين أن عددًا قليلًا فقط من مناهضات ألفا الأدرينالية يعمل بشكل تنافسي، فإن جميع مناهضات بيتا الأدرينالية هي مناهضات تنافسية. المناهضات التنافسية هي نوع من المناهضات العكوسة. يربط المناهض التنافسي نفسه إلى نفس موقع الارتباط الذي يرتبط به الناهض مع المستقبل. على الرغم من وجوده في منطقة المُفعل، لن يفعّل المناهض المستقبلَ. هذا النوع من الارتباط قابل للعكس، ففي حال تفوق تركيز الناهض على تركيز المناهض، سيؤدي ذلك إلى تفعيل المستقبلات.
تدوم المناهضات التنافسية الأدرينالية لفترة أقصر من نوعي المناهضات الآخرين. في حين أن مناهضات مستقبلات ألفا وبيتا هي مركبات مختلفة عادة، فقد جرى مؤخرًا تطوير أدوية تؤثر في كلا النوعين من المستقبلات الأدرينالية.

#### أمثلة
من الأمثلة على المناهضات الأدرينالية التنافسية البروبرانولول والفنتولامين. يُعد الفنتولامين مناهضًا تنافسيًا غير انتقائي لمستقبلات ألفا الأدرينالية. البروبانالول هو مناهض لمستقبلات بيتا الأدرينالية.

### غير تنافسية
في حين ترتبط المناهضات التنافسية بموقع ارتباط الناهض أو الربيطة على المستقبل بشكل عكوس، يمكن للمناهضات غير التنافسية الارتباط إما بموقع الربيطة أو بمواقع أخرى تُسمى المواقع التفارغية. لا يرتبط ناهض المستقبل بموقع ارتباطه التفارغي. يكون ارتباط المناهض غير التنافسي غيرَ عكوس. إذا ارتبط المناهض غير التنافسي بموقع تفارغي وارتبط ناهض ما بموقع الربيطة، فسيبقى المستقبل معطلًا.
من الأمثلة على المناهضات الأدرينالية غير التنافسية الفينوكسي بنزامين، وهذا الدواء مناهض غير انتقائي لمستقبلات ألفا الأدرينالية، ما يعني أنه يرتبط بجميع مستقبلات ألفا.

### لاتنافسية
لم يكن هناك سوى عدد قليل من المناهضات الأدرينالية اللاتنافسية إن وجدت. يختلف المناهض اللاتنافسي قليلًا عن النوعين الآخرين من المناهضات، فهو يعتمد على التفعيل المسبق للمستقبل. هذا يعني أن المناهض غير قادر على حجب وظيفة المستقبل إلا بعد ارتباط الناهض بالمستقبل.